# Proodeutīkos Morfotīkos Athlītikos Syllogos Agrotikos Asteras
Il Proodeutīkos Morfotīkos Athlītikos Syllogos Agrotikos Asteras ( in greco Προοδευτικός Μορφωτικός Αθλητικός Σύλλογος Αγροτικός Αστέρας, o in breve Π.Μ.Α.Σ. Αγροτικός Αστέρας?) è una società calcistica greca con sede a Evosmos. Attualmente milita in A1 Katigoria E.P.S.M., la prima divisione locale dell'Associazione delle Squadre di Calcio della Macedonia (E.P.S.M.), dopo essere stata retrocessa dalla Gamma Ethniki. I colori sociali sono il verde e il bianco.

## Storia
La squadra è stata fondata nel 1932 da profughi greci provenienti da Smirne, nell'attuale Turchia. L'idea è nata da un gruppo di adolescenti di Neos Koukloutzas, a Salonicco, assistiti dall'ufficiale dell'esercito greco Dimitris Kodikakis.

### I primi anni
Dal 1932 al 1956 la squadra non ha partecipato ad alcun campionato ufficiale, giocando partite ufficiose organizzate con altre squadre dei distretti limitrofi. Le attività del club furono interrotte durante l'occupazione della Grecia da parte delle potenze dell'Asse. Esse furono poi ripristinate agli inizi degli anni '50. Per molti anni la società ha partecipato ai campionati locali, vincendo il Campionato Cadetto E.P.S.M. durante la stagione 1956-57 attraendo così molti giovani di Evosmos. Dopo la vittoria del Campionato Cadetto, l'Agrotikos Asteras continuò lentamente negli anni ad essere promossa nelle categorie superiori, fino a raggiungere nel 1965 la A Katigoria E.P.S.M., la massima divisione locale.

### Gli anni '70 e '80
L'Agrotikos Asteras militò nella A Katigoria per 12 anni consecutivi, senza mai venire promossa o retrocessa, fino alla stagione 1976-77, terminata con la vittoria del campionato e la conseguente promozione in Ethniki Erasitechniki Kategoria, la terza categoria nazionale. Questa è la prima volta in cui il club ha raggiunto le categorie nazionali dopo 21 anni di permanenza nelle categorie E.P.S.M. locali. Nella stagione successiva, la società riuscì nuovamente a guadagnare la promozione vincendo il campionato e approdando così in Beta Ethniki. La squadra rimase nella seconda divisione dal 1978 al 1986 senza mai raggiungere la massima categoria e, dalla stagione 1985-86, iniziò un periodo di declino.

### Il declino degli anni '90 e inizio anni 2000
Con la fine della stagione 1985-86, l'Agrotikos Asteras fu retrocesso in Gamma Ethniki e poi, nella stagione 1987-88, in Delta Ethniki. Per vent'anni la squadra rimase bloccata tra la terza e la quarta categoria, fino al 2006. In questo periodo il club ha vinto 2 titoli di Delta Ethniki.

### La stagione 2005-2006
La stagione 2005-06 è stata una delle stagioni di maggior successo nella storia del club, con la vittoria del campionato e il ritorno in Beta Ethniki per la prima volta dopo vent'anni, ma ancora più importanti furono i risultati ottenuti in Coppa di Grecia.
Per la prima volta nella storia del club, nella stagione 2005-2006 l'Agrotikos riuscì a raggiungere le semifinali della Coppa di Grecia. Nel secondo e terzo turno, l'Agrotikos eliminò il Vyzas Megaron (6-2) e il Kastoria FC (3-1). Nel quarto turno, l'Agrotikos ottenne un successo inaspettato, vincendo 5-4 ai rigori contro i giganti greci del PAOK FC (i 90 minuti e tempi supplementari terminarono 1-1). Un'altra vittoria, questa volta contro l'Ergotelis (2-0), garantì alla formazione di Evosmos un posto nei quarti di finale, dove l'Agrotikos Asteras affrontò l'Ethnikos Asteras. Le partite in casa e trasferta finirono rispettivamente 4-0 e 1-1, permettendo così al club di raggiungere le semifinali con un punteggio complessivo di 5-1. Nella penultima fase della coppa il club sorteggiò l'AEK Atene, il terzo club più decorato della Grecia. La gara di trasferta si concluse con una sconfitta per 3-0, e la vittoria casalinga per 1-0 non bastò a garantire al club un posto in finale.
.
Fino ad oggi questa rimane la migliore prestazione della società nella Coppa di Grecia.

### Dal 2006 fino ad oggi
L'Agrotikos Asteras giocò nella Beta Ethniki (poi diventata Football League) ottenendo buoni risultati fino al 2012, anno nel quale venne retrocesso in Delta Ethniki. Venne poi promosso in Gamma Ethniki l'anno successivo e immediatamente dopo, vincendo il campionato per la quarta volta, tornò nuovamente nella Football League. Nella stagione 2016-17 viene nuovamente retrocesso in Gamma Ethniki, dove rimarrà fino alla stagione 2022-23. Nella stagione 2021-22 l'Agrotikos Asteras vince la sua quarta Gamma Ethniki, diventando così il club con più titoli di Gamma Ethniki, ma non viene promosso per problemi finanziari. Nella stagione 2022-23 la società è stata retrocessa in A1 Katigoria E.P.S.M., ponendo fine a 46 anni nelle categorie nazionali.

## Cronistoria
| Anno    | Categoria                                    |
| ------- | -------------------------------------------- |
| 1956-57 | Campionato Cadetto E.P.S.M.                  |
| 1957-58 | G Katigoria E.P.S.M.                         |
| 1958-59 | G Katigoria E.P.S.M.                         |
| 1959-60 | B1 Katigoria E.P.S.M.                        |
| 1960-61 | B1 Katigoria E.P.S.M.                        |
| 1961-62 | B1 Katigoria E.P.S.M.                        |
| 1962-63 | B1 Katigoria E.P.S.M.                        |
| 1963-64 | Βeta Katigoria E.P.S.M.                      |
| 1964-65 | Βeta Katigoria E.P.S.M.                      |
| 1965-66 | A Katigoria E.P.S.M.                         |
| 1966-67 | A Katigoria E.P.S.M.                         |
| 1967-68 | A Katigoria E.P.S.M.                         |
| 1968-69 | A Katigoria E.P.S.M.                         |
| 1969-70 | A Katigoria E.P.S.M.                         |
| 1970-71 | A Katigoria E.P.S.M.                         |
| 1971-72 | A Katigoria E.P.S.M.                         |
| 1972-73 | A Katigoria E.P.S.M.                         |
| 1973-74 | A Katigoria E.P.S.M.                         |
| 1974-75 | A Katigoria E.P.S.M.                         |
| 1975-76 | A Katigoria E.P.S.M.                         |
| 1976-77 | A Katigoria E.P.S.M.                         |
| 1977-78 | Ethniki Erasitechniki Kategoria (3º livello) |
| 1978-79 | Beta Ethniki                                 |
| 1979-80 | Beta Ethniki                                 |
| 1980-81 | Beta Ethniki                                 |
| 1981-82 | Beta Ethniki                                 |
| 1982-83 | Beta Ethniki                                 |
| 1983-84 | Beta Ethniki                                 |
| 1984-85 | Beta Ethniki                                 |
| 1985-86 | Beta Ethniki                                 |
| 1986-87 | Gamma Ethniki                                |
| 1987-88 | Gamma Ethniki                                |
| 1988-89 | Delta Ethniki                                |
| 1989-90 | Gamma Ethniki                                |
| 1990-91 | Delta Ethniki                                |
| 1991-92 | Delta Ethniki                                |
| 1992-93 | Delta Ethniki                                |
| 1993-94 | Delta Ethniki                                |
| 1994-95 | Gamma Ethniki                                |
| 1995-96 | Gamma Ethniki                                |
| 1996-97 | Gamma Ethniki                                |
| 1997-98 | Gamma Ethniki                                |
| 1998-99 | Delta Ethniki                                |
| 1999-00 | Delta Ethniki                                |
| 2000-01 | Delta Ethniki                                |
| 2001-02 | Delta Ethniki                                |
| 2002-03 | Gamma Ethniki                                |
| 2003-04 | Gamma Ethniki                                |
| 2004-05 | Gamma Ethniki                                |
| 2005-06 | Gamma Ethniki                                |
| 2006-07 | Beta Ethniki                                 |
| 2007-08 | Beta Ethniki                                 |
| 2008-09 | Beta Ethniki                                 |
| 2009-10 | Beta Ethniki                                 |
| 2010-11 | Football League (2º livello)                 |
| 2011-12 | Football League (2º livello)                 |
| 2012-13 | Delta Ethniki                                |
| 2013-14 | Gamma Ethniki (3º livello)                   |
| 2014-15 | Football League                              |
| 2015-16 | Football League                              |
| 2016-17 | Football League                              |
| 2017-18 | Gamma Ethniki                                |
| 2018-19 | Gamma Ethniki                                |
| 2019-20 | Gamma Ethniki (4º livello)                   |
| 2020-21 | Gamma Ethniki (4º livello)                   |
| 2021-22 | Gamma Ethniki (3º livello)                   |
| 2022-23 | Gamma Ethniki (3º livello)                   |
| 2023-24 | Α1 Katigoria E.P.S.M.                        |

## Palmarès
- Gamma Ethniki
  - Vincitori (4): 1977-1978, 2005–06, 2013–14, 2021–22 (record)
- Delta Ethniki
  - Vincitori (2): 1993–94, 2001-2002